# Burcewo (okręg miejski Szachowskiej)
Burcewo (ros. Бурцево) – wieś (dieriewnia) w Rosji, w obwodzie moskiewskim, w okręgu miejskim Szachowskiej. W 2010 liczyła 97 mieszkańców.